# آلبرت شسترنیوف
آلبرت شسترنیوف (روسی: Альбе́рт Алексе́евич Шестернёв؛ IPA: [ɐlʲˈbʲert ɐlʲɪˈksʲeɪvʲɪtɕ ʂɨsʲtʲɪrˈnʲɵf]; ۲۰ ژوئن ۱۹۴۱ – ۵ نوامبر ۱۹۹۴) یک بازیکن فوتبال اهل اتحاد جماهیر شوروی سوسیالیستی بود.
از باشگاه‌هایی که در آن بازی کرده‌است می‌توان به باشگاه فوتبال زسکا مسکو اشاره کرد.
وی همچنین در تیم ملی فوتبال شوروی بازی کرده‌است.